# مارتوريل
بلدية مارتوريل (بالكاتالانية: Martorell) هي إحدى بلديات مقاطعة برشلونة، والتي تقع في منطقة كاتالونيا، شرق إسبانيا.
يبلغ عدد سكانها 25.844 نسمة وفقاً لإحصائية سنة (2007).

## المناخ
يظهر الجدول التالي التغييرات المناخية على مدار السنة لمارتوريل:
| البيانات المناخية لـمارتوريل                          | البيانات المناخية لـمارتوريل | البيانات المناخية لـمارتوريل | البيانات المناخية لـمارتوريل | البيانات المناخية لـمارتوريل | البيانات المناخية لـمارتوريل | البيانات المناخية لـمارتوريل | البيانات المناخية لـمارتوريل | البيانات المناخية لـمارتوريل | البيانات المناخية لـمارتوريل | البيانات المناخية لـمارتوريل | البيانات المناخية لـمارتوريل | البيانات المناخية لـمارتوريل | البيانات المناخية لـمارتوريل |
| الشهر                                                 | يناير                        | فبراير                       | مارس                         | أبريل                        | مايو                         | يونيو                        | يوليو                        | أغسطس                        | سبتمبر                       | أكتوبر                       | نوفمبر                       | ديسمبر                       | المعدل السنوي                |
| ----------------------------------------------------- | ---------------------------- | ---------------------------- | ---------------------------- | ---------------------------- | ---------------------------- | ---------------------------- | ---------------------------- | ---------------------------- | ---------------------------- | ---------------------------- | ---------------------------- | ---------------------------- | ---------------------------- |
| متوسط درجة الحرارة الكبرى °م (°ف)                     | 11.6 (52.9)                  | 12.8 (55.0)                  | 16.3 (61.3)                  | 20.7 (69.3)                  | 25.8 (78.4)                  | 29.5 (85.1)                  | 33.0 (91.4)                  | 31.3 (88.3)                  | 26.3 (79.3)                  | 21.2 (70.2)                  | 15.0 (59.0)                  | 10.8 (51.4)                  | 21.2 (70.2)                  |
| المتوسط اليومي °م (°ف)                                | 6.8 (44.2)                   | 7.6 (45.7)                   | 10.4 (50.7)                  | 14.1 (57.4)                  | 18.4 (65.1)                  | 21.9 (71.4)                  | 25.4 (77.7)                  | 24.8 (76.6)                  | 20.8 (69.4)                  | 16.2 (61.2)                  | 10.2 (50.4)                  | 6.6 (43.9)                   | 15.3 (59.5)                  |
| متوسط درجة الحرارة الصغرى °م (°ف)                     | 2.1 (35.8)                   | 2.4 (36.3)                   | 4.6 (40.3)                   | 7.5 (45.5)                   | 11.1 (52.0)                  | 14.3 (57.7)                  | 17.9 (64.2)                  | 18.4 (65.1)                  | 15.4 (59.7)                  | 11.1 (52.0)                  | 5.5 (41.9)                   | 2.5 (36.5)                   | 9.4 (48.9)                   |
| المصدر: Sistema de Clasificación Bioclimática Mundial |                              |                              |                              |                              |                              |                              |                              |                              |                              |                              |                              |                              |                              |